# Paul-André Eschbach
Pour les articles homonymes, voir Eschbach.
Paul André Jean Eschbach, né à Paris le 6 avril 1881 où il est mort le 10 août 1961, est un peintre français.

## Biographie
Élève de Jean-Paul Laurens et de Pharaon de Winter, il peint des portraits jusqu'en 1920 puis se consacre ensuite aux marines et aux paysages. Il expose au Salon des artistes français dès 1903, année où il présente un portrait d'homme et y remporte en 1907 une médaille d'argent avec la toile Après la partie (Musée des beaux-arts de Cambrai). En 1909, il y présente la toile Leur fils, en 1912 Prière à Notre-Dame des Flots (prix Poirson) ; en 1913 L'Homme au chien, portrait du peintre Hubert ; en 1920 Histoire vécue (Petit-Palais, médaille d'or). Il prend part aussi à de nombreuses galeries d'art dont annuellement à la Galerie Montsallut de Lille et expose à, entre autres, Roubaix, Douai, Mulhouse et Nantes.
Hors concours au Salon des artistes français, il se spécialise dans les paysages avec effets de neige et propose au Salon de 1926 Environ de Dijon ; en 1927 Port de Concarneau ; en 1928 Les Thoniers blancs et Le Vieux pont et en 1929 Bateaux au repos et Eglise de Ramoulu.